# 裂稃草
裂稃草（学名：Schizachyrium brevifolium）为禾本科裂稃草属下的一个种。

## 扩展阅读
- 維基物種上的相關：裂稃草